# Poecilopsis haeneli
Poecilopsis haeneli är en fjärilsart som beskrevs av Müller 1920. Poecilopsis haeneli ingår i släktet Poecilopsis och familjen mätare. Inga underarter finns listade i Catalogue of Life.